# カムデン郡 (ジョージア州)
カムデン郡（Camden County）は、アメリカ合衆国ジョージア州にある郡である。人口は5万4768人（2020年）。郡庁所在地はウッドバインである。

## 地理
アメリカ合衆国統計局によると、この郡は総面積2,027 km2 (783 mi2) である。このうち1,631 km2 (630 mi2) が陸地で395 km2 (153 mi2) が水地域である。総面積の19.50%が水地域となっている。

## 人口動勢

2000年国勢調査に基づくカムデン郡の人口ピラミッド

2000年現在の国勢調査で、この郡は人口43,664人、14,705世帯、及び11,381家族が暮らしている。人口密度は27/km2 (69/mi2) である。10/km2 (27/mi2) の平均的な密度に16,958軒の住宅が建っている。この郡の人種的な構成は白人75.04%、アフリカン・アメリカン20.11%、先住民0.49%、アジア1.01%、太平洋諸島系0.08%、その他の人種1.37%、及び混血1.88%である。ここの人口の3.63%はヒスパニックまたはラテン系である。
この郡内の住民は31.70%が18歳未満の未成年、18歳以上24歳以下が12.90%、25歳以上44歳以下が33.90%、45歳以上64歳以下が16.30%、及び65歳以上が5.20%にわたっている。中央値年齢は28歳である。女性100人ごとに対して男性は107.00人である。18歳以上の女性100人ごとに対して男性は108.50人である。
この郡内の世帯ごとの平均的な収入は41,056米ドルであり、家族ごとの平均的な収入は45,005米ドルである。男性は31,582米ドルに対して女性は22,104米ドルの平均的な収入がある。この郡の一人当たりの収入 (per capita income) は16,445米ドルである。人口の10.10%及び家族の8.40%は貧困線以下である。全人口のうち18歳未満の11.30%及び65歳以上の15.70%は貧困線以下の生活を送っている。

## 都市及び町
- キングズベイ海軍基地 (Kings Bay Base)
- キングズランド (Kingsland)
- セントメアリーズ (St. Marys)
- ウッドバイン (Woodbine)

### 公式
- Camden County Board of Commissioners（英語）
- georgia.gov - Camden County（英語）
- Camden - Kings Bay Chamber of Commerce（英語）

### 教育
- Camden County School（英語）

### メディア
- Tribune & Georgian（英語）

### その他
- Camden County Georgia Online（英語）